# Aptostichus cabrillo
Espèce
Aptostichus cabrillo est une espèce d'araignées mygalomorphes de la famille des Euctenizidae.

## Distribution
Cette espèce se rencontre aux États-Unis en Californie dans l'Ouest du comté de San Diego et au Mexique en Basse-Californie dans le parc national de la Sierra de San Pedro Mártir,.

## Étymologie
Son nom d'espèce lui a été donné en référence au lieu de sa découverte, le Cabrillo National Monument.

## Publication originale
- Bond, 2012 : Phylogenetic treatment and taxonomic revision of the trapdoor spider genus Aptostichus Simon (Araneae, Mygalomorphae, Euctenizidae). ZooKeys, no 252, p. 1-209 (texte intégral).